# Каудиум
Каудиум (на латински: Caudium; на старогръцки: Καύδιον) е античен град в Самниум (днешна Средна Италия).
Каудиум се намира на Виа Апиа между Капуа и Беневенто, до днешния Монтесарчио (на 21 римски мили от Капуа и на 11 до Беневентум).
Първоначалните жители на града са самнитийските каудини (caudini). Градът става римски муниципиум.
Каудиум е познат с близките до него „Каудинийски проходи“ (furculae Caudinae), където по времето на втората самнитска война през 321 пр.н.е. Римската република претърпява тежко поражение и Рим е принуден да приеме мир (т.нар. „Каудинийското робство“).